# Gonodes leada
Gonodes leada là một loài bướm đêm trong họ Noctuidae.